# Giải Quả cầu vàng cho nam diễn viên phim ca nhạc hoặc phim hài xuất sắc nhất

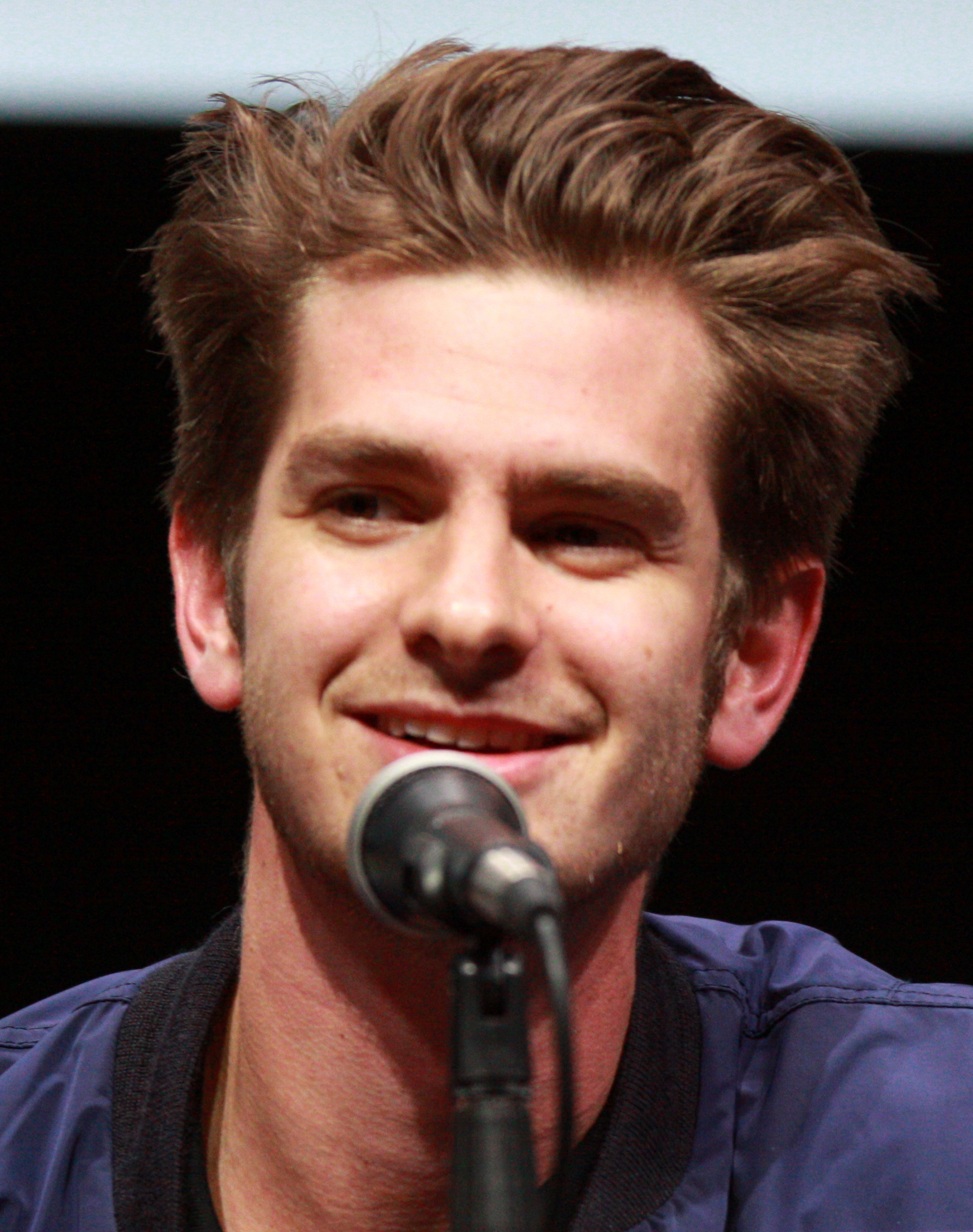
Giải Quả cầu vàng cho nam diễn viên phim ca nhạc hoặc phim hài xuất sắc nhất

Giải Quả cầu vàng cho nam diễn viên điện ảnh xuất sắc nhất – ca nhạc hoặc hài là một trong các giải Quả cầu vàng được Hiệp hội báo chí nước ngoài ở Hollywood trao hàng năm. Trước đây chỉ có 1 thể loại giải cho "Nam diễn viên điện ảnh xuất sắc nhất" (Best Actor in a Motion Picture). Từ năm 1951 chia thành 2 thể loại giải là: Giải Quả cầu vàng cho nam diễn viên điện ảnh xuất sắc nhất – kịch và Giải Quả cầu vàng cho nam diễn viên điện ảnh xuất sắc nhất – ca nhạc hoặc hài.
Tên giải thay đổi nhiều lần từ khi được thiết lập và tới năm 2013 mang tên: "Best Actor in a Motion Picture – Musical or Comedy" (Diễn viên điện ảnh xuất sắc nhất- Phim ca nhạc hoặc phim hài).

## Các người đoạt giải và các người được đề cử

### Thập niên 1950
- 1950: Fred Astaire - Three Little Words
- 1951: Danny Kaye - On the Riviera
- 1952: Donald O'Connor - Singin' in the Rain
- 1953: David Niven - The Moon is Blue
- 1954: James Mason - A Star Is Born

1955: Tom Ewell – The Seven Year Itch
1956: Cantinflas – Around the World in Eighty Days
- Marlon Brando – The Teahouse of the August Moon
- Yul Brynner – The King and I
- Glenn Ford – The Teahouse of the August Moon
- Danny Kaye – The Court Jester

1957: Frank Sinatra – Pal Joey
- Maurice Chevalier – Love in the Afternoon
- Glenn Ford – Don't Go Near the Water
- David Niven – My Man Godfrey
- Tony Randall – Will Success Spoil Rock Hunter?

1958: Danny Kaye – Me and the Colonel
- Maurice Chevalier – Gigi
- Clark Gable – Teacher's Pet
- Cary Grant – Indiscreet
- Louis Jourdan – Gigi

1959: Jack Lemmon – Some Like It Hot
- Clark Gable – But Not for Me
- Cary Grant – Operation Petticoat
- Dean Martin – Who Was That Lady?
- Sidney Poitier – Porgy and Bess

### Thập niên 1960
- 1960: Jack Lemmon - The Apartment
  - Cantinflas - Pepe
  - Dirk Bogarde - Song Without End
  - Cary Grant - The Grass Is Greener
  - Bob Hope - The Facts of Life
- 1961: Glenn Ford - Pocketful of Miracles
  - Fred Astaire - The Pleasure of His Company
  - Richard Beymer - West Side Story
  - Bob Hope - Bachelor in Paradise
  - Fred MacMurray - The Absent-Minded Professor
- 1962: Marcello Mastroianni - Divorce, Italian Style (Divorzio all'italiana)
  - Stephen Boyd - Billy Rose's Jumbo
  - Jimmy Durante - Billy Rose's Jumbo
  - Cary Grant - That Touch of Mink
  - Charlton Heston - The Pigeon That Took Rome
  - Karl Malden - Gypsy
  - Robert Preston - The Music Man
  - Alberto Sordi - The Best of Enemies
  - James Stewart - Mr. Hobbs Takes a Vacation
- 1963: Alberto Sordi - The Devil (Il diavolo)
  - Albert Finney - Tom Jones
  - James Garner - The Wheeler Dealers
  - Cary Grant - Charade
  - Jack Lemmon - Irma la Douce
  - Jack Lemmon - Under the Yum Yum Tree
  - Frank Sinatra - Come Blow Your Horn
  - Terry-Thomas - The Mouse on the Moon
  - Jonathan Winters - It's a Mad, Mad, Mad, Mad World
- 1964: Rex Harrison - My Fair Lady
  - Marcello Mastroianni - Marriage, Italian Style (Matrimonio all'italiana)
  - Peter Sellers - The Pink Panther
  - Peter Ustinov - Topkapi
  - Dick Van Dyke - Mary Poppins
- 1965: Lee Marvin - Cat Ballou
  - Jack Lemmon - The Great Race
  - Jerry Lewis - Boeing Boeing
  - Jason Robards - A Thousand Clowns
  - Alberto Sordi - Those Magnificent Men in Their Flying Machines
- 1966: Alan Arkin - The Russians are Coming, The Russians are Coming
  - Alan Bates - Georgy Girl
  - Michael Caine - Gambit
  - Lionel Jeffries - The Spy with a Cold Nose
  - Walter Matthau - The Fortune Cookie
- 1967: Richard Harris - Camelot
  - Richard Burton - The Taming of the Shrew
  - Rex Harrison - Doctor Dolittle
  - Dustin Hoffman - The Graduate
  - Ugo Tognazzi - L'immorale
- 1968: Ron Moody - Oliver! vai "Fagin"
  - Fred Astaire - Finian's Rainbow
  - Jack Lemmon - The Odd Couple
  - Walter Matthau - The Odd Couple
  - Zero Mostel - The Producers
- 1969: Peter O'Toole - Goodbye, Mr. Chips
  - Dustin Hoffman - John and Mary
  - Lee Marvin - Paint Your Wagon
  - Steve McQueen - The Reivers
  - Anthony Quinn - The Secret of Santa Vittoria

### Thập niên 1970
- 1970: Albert Finney - Scrooge vai "Ebenezer Scrooge"
  - Richard Benjamin - Diary of a Mad Housewife
  - Elliott Gould - M*A*S*H
  - Jack Lemmon - The Out-of-Towners
  - Donald Sutherland - M*A*S*H
- 1971: Topol - Fiddler on the Roof
  - Bud Cort - Harold and Maude
  - Dean Jones - The Million Dollar Duck
  - Walter Matthau - Kotch
  - Gene Wilder - Willy Wonka & the Chocolate Factory
- 1972: Jack Lemmon - Avanti!
  - Edward Albert - Butterflies Are Free
  - Charles Grodin - The Heartbreak Kid
  - Walter Matthau - Pete 'n' Tillie
  - Peter O'Toole - Man of La Mancha
- 1973: George Segal - A Touch of Class
  - Carl Anderson - Jesus Christ Superstar
  - Richard Dreyfuss - American Graffiti
  - Ted Neeley - Jesus Christ Superstar
  - Ryan O'Neal - Paper Moon
- 1974: Art Carney - Harry and Tonto vai "Harry"
  - Jack Lemmon - The Front Page
  - James Earl Jones - Claudine
  - Walter Matthau - The Front Page
  - Burt Reynolds - The Longest Yard
- 1975: Walter Matthau - The Sunshine Boys
  - Warren Beatty - Shampoo
  - George Burns - The Sunshine Boys
  - James Caan - Funny Lady
  - Peter Sellers - The Return of the Pink Panther
- 1976: Kris Kristofferson - A Star Is Born
  - Mel Brooks - Silent Movie
  - Peter Sellers - The Pink Panther Strikes Again
  - Jack Weston - The Ritz
  - Gene Wilder - Silver Streak
- 1977: Richard Dreyfuss - The Goodbye Girl vai "Elliott Garfield"
  - Woody Allen - Annie Hall
  - Mel Brooks - High Anxiety
  - Robert De Niro - New York, New York
  - John Travolta - Saturday Night Fever
- 1978: Warren Beatty - Heaven Can Wait
  - Alan Alda - Same Time, Next Year
  - Gary Busey - The Buddy Holly Story
  - Chevy Chase - Foul Play
  - George C. Scott - Movie Movie
  - John Travolta - Grease
- 1979: Peter Sellers - Being There
  - George Hamilton - Love at First Bite
  - Dudley Moore - 10
  - Burt Reynolds - Starting Over
  - Roy Scheider - All That Jazz

### 1980s
- 1980: Ray Sharkey - The Idolmaker
  - Neil Diamond - The Jazz Singer
  - Tommy Lee Jones - Coal Miner's Daughter
  - Paul Le Mat - Melvin and Howard
  - Walter Matthau - Hopscotch
- 1981: Dudley Moore - Arthur
  - Alan Alda - The Four Seasons
  - George Hamilton - Zorro, the Gay Blade
  - Steve Martin - Pennies from Heaven
  - Walter Matthau - First Monday in October
- 1982: Dustin Hoffman - Tootsie vai "Michael Dorsey/Dorothy Michaels"
  - Peter O'Toole - My Favorite Year
  - Al Pacino - Author! Author!
  - Robert Preston - Victor Victoria
  - Henry Winkler - Night Shift
- 1983: Michael Caine - Educating Rita
  - Woody Allen - Zelig
  - Tom Cruise - Risky Business
  - Eddie Murphy - Trading Places
  - Mandy Patinkin - Yentl
- 1984: Dudley Moore - Micki + Maude
  - Steve Martin - All of Me
  - Eddie Murphy - Beverly Hills Cop
  - Bill Murray - Ghost Busters
  - Robin Williams - Moscow on the Hudson
- 1985: Jack Nicholson - Prizzi's Honor
  - Jeff Daniels - The Purple Rose of Cairo
  - Griffin Dunne - After Hours
  - Michael J. Fox - Back to the Future
  - James Garner - Murphy's Romance
- 1986: Paul Hogan - Crocodile Dundee vai "Crocodile Dundee"
  - Matthew Broderick - Ferris Bueller's Day Off
  - Jeff Daniels - Something Wild
  - Danny DeVito - Ruthless People
  - Jack Lemmon - That's Life!
- 1987: Robin Williams - Good Morning, Vietnam vai Adrian Cronauer
  - Nicolas Cage - Moonstruck
  - Danny DeVito - Throw Momma from the Train
  - William Hurt - Broadcast News
  - Steve Martin - Roxanne
  - Patrick Swayze - Dirty Dancing
- 1988: Tom Hanks - Big vai "Josh Baskin" 
  - Michael Caine - Dirty Rotten Scoundrels
  - John Cleese - A Fish Called Wanda
  - Robert De Niro - Midnight Run
  - Bob Hoskins - Who Framed Roger Rabbit
- 1989: Morgan Freeman - Driving Miss Daisy vai "Hoke Colburn"
  - Billy Crystal - When Harry Met Sally... vai "Harry"
  - Michael Douglas - The War of the Roses
  - Steve Martin - Parenthood
  - Jack Nicholson - Batman vai "The Joker"

### Thập niên 1990
1990: Gérard Depardieu - Green Card vai Georges ‡
- Macaulay Culkin - Home Alone vai Kevin McCallister
- Johnny Depp - Edward Scissorhands vai Edward Scissorhands
- Richard Gere - Pretty Woman vai Edward Lewis
- Patrick Swayze - Ghost vai Sam Wheat

1991: Robin Williams - The Fisher King vai Parry
- Jeff Bridges - The Fisher King vai Jack Lucas
- Billy Crystal - City Slickers vai Mitch Robbins
- Dustin Hoffman - Hook vai Captain Hook
- Kevin Kline - Soapdish vai Jeffrey Anderson/Rod Randall

1992: Tim Robbins - The Player vai Griffin Mill ‡
- Nicolas Cage - Honeymoon in Vegas vai Jack Singer
- Billy Crystal - Mr. Saturday Night vai Buddy Young, Jr.
- Marcello Mastroianni - Used People vai Joe Meledandri
- Tim Robbins - Bob Roberts vai Bob Roberts

1993: Robin Williams - Mrs. Doubtfire vai Daniel Hillard/Euphegenia Doubtfire ‡
- Johnny Depp - Benny & Joon vai Sam
- Tom Hanks - Sleepless in Seattle vai Sam Baldwin
- Kevin Kline - Dave vai Dave Kovic/Bill Mitchell
- Colm Meaney - The Snapper vai Dessie Curley

1994: Hugh Grant - Four Weddings and a Funeral vai Charles ‡
- Jim Carrey - The Mask vai Stanley Ipkiss/The Mask
- Johnny Depp - Ed Wood vai Ed Wood
- Arnold Schwarzenegger - Junior vai Alex Hesse
- Terence Stamp - The Adventures of Priscilla, Queen of the Desert vai Ralph/Bernadette Bassenger

1995: John Travolta - Get Shorty vai Chili Palmer ‡
- Michael Douglas - The American President vai Andrew Shepherd
- Harrison Ford - Sabrina vai Linus
- Steve Martin - Father of the Bride Part II vai George Banks
- Patrick Swayze - To Wong Foo Thanks for Everything, Julie Newmar vai Vida Boheme

1996: Tom Cruise - Jerry Maguire vai Jerry Maguire
- Antonio Banderas - Evita vai Ché
- Kevin Costner - Tin Cup vai Roy "Tin Cup" McAvoy
- Nathan Lane - The Birdcage vai Albert Goldman
- Eddie Murphy - The Nutty Professor vai Sherman Klump and others

1997: Jack Nicholson - As Good as It Gets vai Melvin Udall † 
- Jim Carrey - Liar Liar vai Fletcher Reed
- Dustin Hoffman - Wag the Dog vai Stanley Motss
- Samuel L. Jackson - Jackie Brown vai Ordell Robbie
- Kevin Kline - In & Out vai Howard Brackett

1998: Michael Caine - Little Voice vai Ray Say ‡
- Antonio Banderas - The Mask of Zorro vai Alejandro Murrieta/Zorro
- Warren Beatty - Bulworth vai Jay Billington Bulworth
- John Travolta - Primary Colors vai Jack Stanton
- Robin Williams - Patch Adams vai Hunter "Patch" Adams

1999: Jim Carrey - Man on the Moon vai Andy Kaufman ‡
- Robert De Niro - Analyze This vai Paul Vitti
- Rupert Everett - An Ideal Husband vai Arthur Goring
- Hugh Grant - Notting Hill vai William Thacker
- Sean Penn - Sweet and Lowdown vai Emmet Ray

### Thập niên 2000
2000: George Clooney – O Brother, Where Art Thou? vai Everett ‡
- Jim Carrey – How the Grinch Stole Christmas vai The Grinch
- John Cusack – High Fidelity vai Rob Gordon
- Robert De Niro – Meet the Parents vai Jack Byrnes
- Mel Gibson – What Women Want vai Nick Marshall

2001: Gene Hackman – The Royal Tenenbaums vai Royal Tenenbaum ‡
- Hugh Jackman – Kate & Leopold vai Leopold
- Ewan McGregor – Moulin Rouge! vai Christian
- John Cameron Mitchell – Hedwig and the Angry Inch vai Hedwig
- Billy Bob Thornton – Bandits vai Terry Lee Collins

2002: Richard Gere – Chicago vai Billy Flynn ‡
- Nicolas Cage – Adaptation. vai Charlie Kaufman/Donald Kaufman
- Kieran Culkin – Igby Goes Down vai Jason "Igby" Slocumb, Jr.
- Hugh Grant – About a Boy vai Will
- Adam Sandler – Punch-Drunk Love vai Barry Egan

2003: Bill Murray – Lost in Translation vai Bob Harris
- Jack Black – School of Rock vai Dewey Finn
- Johnny Depp – Pirates of the Caribbean: The Curse of the Black Pearl vai Jack Sparrow
- Jack Nicholson – Something's Gotta Give vai Harry Sanborn
- Billy Bob Thornton – Bad Santa vai Willie

2004: Jamie Foxx – Ray vai Ray Charles †
- Jim Carrey – Eternal Sunshine of the Spotless Mind vai Joel Barish
- Paul Giamatti – Sideways vai Miles Raymond
- Kevin Kline – De-Lovely vai Cole Porter
- Kevin Spacey – Beyond the Sea vai Bobby Darin

2005: Joaquin Phoenix – Walk the Line vai Johnny Cash
- Pierce Brosnan – The Matador vai Julian Noble
- Jeff Daniels – The Squid and the Whale vai Bernard Berkman
- Johnny Depp – Charlie and the Chocolate Factory vai Willy Wonka
- Nathan Lane – The Producers vai Max Bialystock
- Cillian Murphy – Breakfast on Pluto vai Patrick "Kitten" Braden

2006: Sacha Baron Cohen – Borat: Cultural Learnings of America for Make Benefit Glorious Nation of Kazakhstan vai Borat Sagdiyev ‡
- Johnny Depp – Pirates of the Caribbean: Dead Man's Chest vai Jack Sparrow
- Aaron Eckhart – Thank You for Smoking vai Nick Naylor
- Chiwetel Ejiofor – Kinky Boots vai Lola
- Will Ferrell – Stranger than Fiction vai Harold Crick

2007: Johnny Depp – Sweeney Todd: The Demon Barber of Fleet Street vai Sweeney Todd
- Ryan Gosling – Lars and the Real Girl vai Lars Lindstrom
- Tom Hanks – Charlie Wilson's War vai Charlie Wilson
- Philip Seymour Hoffman – The Savages vai Jon Savage
- John C. Reilly – Walk Hard: The Dewey Cox Story vai Dewey Cox

2008: Colin Farrell – In Bruges vai Ray 
- Javier Bardem – Vicky Cristina Barcelona vai Juan Antonio
- James Franco – Pineapple Express vai Saul Silver
- Brendan Gleeson – In Bruges vai Ken
- Dustin Hoffman – Last Chance Harvey vai Harvey Shine

2009: Robert Downey Jr. - Sherlock Holmes vai Sherlock Holmes
- Matt Damon - The Informant! vai Mark Whitacre
- Daniel Day-Lewis - Nine vai Guido Contini
- Joseph Gordon-Levitt - (500) Days of Summer vai Tom Hansen
- Michael Stuhlbarg - A Serious Man vai Larry Gopnik

### Thập niên 2010
| Năm  | Diễn viên            | Vai diễn                  | Phim                        |
| ---- | -------------------- | ------------------------- | --------------------------- |
| 2010 | Paul Giamatti        | Barney Panofsky           | Barney's Version            |
| 2010 | Johnny Depp          | The Mad Hatter            | Alice in Wonderland         |
| 2010 | Johnny Depp          | Frank Tupelo              | The Tourist                 |
| 2010 | Jake Gyllenhaal      | Jamie Randall             | Love and Other Drugs        |
| 2010 | Kevin Spacey         | Jack Abramoff             | Casino Jack                 |
| 2011 | Jean Dujardin †      | George Valentin           | The Artist                  |
| 2011 | Brendan Gleeson      | Sgt. Gerry Boyle          | The Guard                   |
| 2011 | Joseph Gordon-Levitt | Adam Lerner               | 50/50                       |
| 2011 | Ryan Gosling         | Jacob Palmer              | Crazy, Stupid, Love.        |
| 2011 | Owen Wilson          | Gil Pender                | Midnight in Paris           |
| 2012 | Hugh Jackman ‡       | Jean Valjean              | Les Misérables              |
| 2012 | Jack Black           | Bernie Tiede              | Bernie                      |
| 2012 | Bradley Cooper ‡     | Pat Solitano, Jr.         | Silver Linings Playbook     |
| 2012 | Ewan McGregor        | Dr. Alfred "Fred" Jones   | Salmon Fishing in the Yemen |
| 2012 | Bill Murray          | Franklin Delano Roosevelt | Hyde Park on Hudson         |
| 2013 | Leonardo DiCaprio ‡  | Jordan Belfort            | The Wolf of Wall Street     |
| 2013 | Christian Bale ‡     | Irving Rosenfeld          | American Hustle             |
| 2013 | Bruce Dern ‡         | Woody Grant               | Nebraska                    |
| 2013 | Oscar Isaac          | Llewyn Davis              | Inside Llewyn Davis         |
| 2013 | Joaquin Phoenix      | Theodore Twombly          | Her                         |
| 2014 | Michael Keaton       | Riggan Thomson            | Birdman                     |
| 2014 | Ralph Fiennes        | Monsieur Gustave H.       | The Grand Budapest Hotel    |
| 2014 | Bill Murray          | Vincent MacKenna          | St. Vincent                 |
| 2014 | Joaquin Phoenix      | Larry "Doc" Sportello     | Inherent Vice               |
| 2014 | Christoph Waltz      | Walter Keane              | Big Eyes                    |